# 梅平
梅平（1943年5月—），上海人，中华人民共和国政治人物、外交官。

## 生平
1965年，毕业于北京外国语学院英语系，进入中华人民共和国外交部工作。1984年，任外交学院第一副院长、常委副书记、学术委员会主任。1989年9月，出任中华人民共和国驻马耳他大使。1993年1月，出任中华人民共和国驻旧金山总领事。1995年4月，出任中华人民共和国驻纽约总领事。1996年，任外交部北美大洋洲司司长。1998年7月，出任中华人民共和国驻加拿大大使。2005年11月，任中国太平洋经济合作全国委员会会长。2012年，卸任会长一职。